# Хипереозинофилни синдром
Хипереозинофилни синдром  (ХЕС)  је ретко здравствено стање из хетерогена група болести, непознате патогенезе узроковано преоптерећењем белим крвним зрнацима званим еозинофили.  Еозинофили штите човекоово тело од паразитских инфекција и реагују на алергене. Нормално, еозинофили чине 5% до 7% човекових белих крвних зрнаца, или око 100 до 500 еозинофила по микролитру крви. Код одређених стања, као што су алергије,  еозинофили се умножавају и изазивају стање које се зове еозинофилија.
Хипереозинофилни синдром се дешава када се у еозинофилији убрзаваа производња еозинофила и повећава њихов број. Ово преоптерећење еозинофилима може оштетити  органе, укључујући срце, плућа, кожу и нервни систем. 
ХЕС је ретко стање, а здравствени радници нису сигурни колико људи има ХЕС. Свако може да развије хипереозинофилни синдром, али се најчешће примећује код људи старости од 20 до 50 година.
Ако се не лечи, хипереозинофилни синдром може бити опасан по живот. Брза иправилна дијагноза  омогућава да  више од 80% оних са дијагнозом хипереозинофилног синдрома живи и до пет година након постављања дијагнозе.

## Дефиниција
ХЕС се према критеријумима Чусида и сар.(3) дефинише као: присутност еозинофилије веће од 1,5xlO9 /l,, у трајање од најмање 6 месеци, уз искључивање познатих узрока еозинофилије и захваћености висцералних органа и њихова дисфункција услед токсичног ефекта ткивне инфилтрације еозинофилима.

## Епидемиологија
Учесталост
Различити извори указују да је прави идиопатски хипереозинофилни синдром реткост. Због напретка дијагностичких техника, узроци еозинофилије могу се идентификовати у пропорцији случајева који би у прошлости били класификовани као идиопатски. Најчешћи узрок еозинофилије у Сједињеним Америчким Државама је алергијска реакција или алергијска болест. Широм света, најчешћи узрок еозинофилије је паразитоза.
Расне разлике
Није пријављена расна склоност за хипереозинофилни синдром.
Полне разлике
Код хипереозинофилног синдрома доминирају мушкарци, са односом између мушкараца и жена од 9:1.
Страост
Хипереозинофилни синдром се најчешће дијагностикује код пацијената старости 20-50 година, са врхунцем инциденције у четвртој деценији. Хипереозинофилни синдром је реткост код деце. Чини се да се инциденција хипереозинофилног синдрома смањује код старије популације.

## Етиологија
Хипереозинофилни синдром (ХЕС) је мијелопролиферативни поремећај (МПД) који карактерише упорна еозинофилија која је повезана са оштећењем више органа.
ХЕС се класификује на:
Примарни (клонални) ХЕС,
Реактивни ХЕС
Идиопатски ХЕС (када је етиологија нејасна)
Светска здравствена организација (СЗО) је ажурирала своју дефиницију и класификацију еозинофилних поремећаја и ревидирала дијагностичке критеријуме за идиопатски ХЕС. За дијагнозу идиопатског ХЕС-а, апсолутни број еозинофила  мора бити изнад 1.500/µЛ дуже од 6 месеци и мора бити присутно оштећење ткива. Поред тога, мора се искључити следеће:
- реактивна еозинофилија,
- хипереозинофилне варијанте лимфоцита (ХЕ),
- хронична еозинофилна леукемија, није другачије назначена (ЦЕЛ-НОС),
- мијелоидне неоплазме повезане са еозинофилијом,
- мијелоидне/лимфоидне неоплазме са еозинофилијом и преуређивањем ПДГФРА, ПДГФРБ или ФГФР1 или са ПЦМ1-ЈАК2

Ако су сви остали критеријуми испуњени, али нема оштећења ткива, пожељна дијагноза је идиопатска хипереозинофилија, а не идиопатски хипереозинофилни синдром (ХЕС).

## Патофизиологија
Производњом еозинофила управља неколико цитокина, укључујући интерлеукин-3 (ИЛ-3), ИЛ-5 и фактор стимулације колоније гранулоцита-макрофага (ГМ-ЦСФ). Чини се да је ИЛ-5 најважнији цитокин одговоран за диференцијацију еозинофилне линије.
За разлику од неутрофила, еозинофили могу да преживе у ткивима недељама. Њихов опстанак у ткивима зависи од трајног присуства цитокина. Само еозинофили и базофили и њихови прекурсори имају рецепторе за ИЛ-3, ИЛ-5 и ГМ-ЦСФ. Ин витро, еозинофили преживљавају мање од 48 сати у одсуству цитокина.
Еозинофилне грануле садрже токсичне катјонске протеине, који су примарни медијатори оштећења ткива. Ови токсини укључују главни основни протеин, еозинофил пероксидазу, неуротоксин који потиче од еозинофила и еозинофилни катјонски протеин. Последње две су рибонуклеазе. Слободни радикали произведени еозинофилном пероксидазом и оксидативним путем респираторног пуцања инфилтрирајућих еозинофила додатно појачавају оштећење.
Еозинофили појачавају инфламаторну каскаду тако што луче хемоатрактанте који регрутују више еозинофила. Такви хемоатрактанти укључују следеће:
- Еотаксин

- Фактор активације тромбоцита

- Цитокин РАНТЕС (регулише се након активације, нормалне Т ћелије експримирају и луче).

## Клиничка слика
ХЕС се може јавити у било ком узрасту, иако је чешћи код одраслих. Болесници са ХЕС-ом могу патити од различитих симптома, у зависности од тога који су делови тела захваћени болешћу. Ови симптоми укључују:
- осип на кожи као што је уртикарија или ангиоедем

- вртоглавица

- губитак памћења или конфузија

- кашаљ

- кратак дах

- умор

- грозница

- ране у устима

## Дијагноза
Пружаоци здравствених услуга користе процес елиминације да би дијагностиковали ХЕС. На пример, ако пацијент има упорни осип који сврби,  лекар ће вероватно урадити тестове да провери одређене кожне поремећаје и прописати третмане за те поремећаје.
Ако и даље симптоми перзистирају  лекар би могао да тестира  крв пацијента на високе нивое еозинофила. На пример, ако симптоми указују на проблеме са јетром, а лекар искључи друге узроке, потребно је извршити тест крви за испитивање функције јетре. Може се  извршити и биопсију како би се потврдили дијагноза хипереозинофилног синдрома.

## Терапија
Да ли и како лечити симптоматски хипереозинофилни синдром зависи од клиничке слике, лабораторијских налаза и мутационе анализе. Тренутно се не препоручује лечење асимптоматских пацијената са хипереозинофилним синдромом, јер сам третман није без ризика. Такви пацијенти се пажљиво прате мерењем серумског тропонина сваких 3-6 месеци, а ехокардиографијом и тестовима плућне функције сваких 6-12 месеци.
Насупрот томе, случајеве хипереозинофилног синдрома са мијелопролиферативним карактеристикама, посебно оне са мутацијом ФИП1Л1/ПДГФРА, треба третирати агресивно. Ови пацијенти имају лошију прогнозу без лечења.
Код свих пацијената без мутације ФИП1Л1/ПДГФРА, глукокортикоиди су терапија прве линије. Отприлике једна трећина ових случајева не реагује на стероиде. Код таквих пацијената, интерферон алфа и хидроксиуреа су препоручени лекови друге линије. За терапију треће линије, високе дозе (400 мг/д) иматиниба су третман избора.
За пацијенте са мутацијом ФИП1Л1/ПДГФРА, иматиниб је лек избора. Стопа одговора у овим случајевима приближава се 100% у различитим студијама.